# CJC-3直升機
CJC-3是 1950 年代在朱家仁少将的领导下在台湾研制的实验性串联旋翼直升机。
朱是中国航空工程师，1926年从麻省理工学院毕业后回国朱加入国民革命军，负责云南的一家飞机厂，该厂组装美国飞机和苏联波利卡波夫 I-15 。
朱於1945年研制出他的第一架直升机，他称之为蜂鸟A型。这种单座测试飞行器从未飞行过，一直用于静态测试，直到旋翼断裂而损坏。 朱开始研究另一架他称为蜂鸟B型的直升机。这种单座直升机类似于A型，但实现了飞行。
1949年中華民國政府遷台后，朱家仁跟隨國民黨政府撤退到台湾，直升机计划被取消。直到 1950 年代初，朱家仁才又做了一架新的直升機，称为CJC-3 。 1952年在台湾试飞。 1956年推出了称为CJC-3A的升级版本。由外型來看，CJC-3和CJC-3A可能受到美国直升机制造商皮亞塞基的影响。 

## 规格（CJC-3 和 CJC-3A）
- 座位数：2
- 发动机：1 x 萊康明發動機（190馬力）
- 旋翼直径：6.47公尺
- 總重：930 公斤，空重：680 公斤
- 最大速度：180 公里/小时，巡航速度：136 公里/小时
- 爬升速度：466m/min
- 有效懸停高度：3660m
- 最大航程：216 公里

## 也可以看看
- AT-3自強號高級教練-輕攻擊機

- PL-1介壽號初級教練機